# Okolinski determinizam
Okolinski determinizam poznat također kao klimatski determinizam ili geografski determinizam (geodeterminizam) pogled je koji tvrdi da fizička okolina, a ne socijalni uvjeti, determiniraju kulturu. Oni koji vjeruju u ovaj pogled govore kako su ljudi striktno definirani podražajem i odgovorom (okolinom i ponašanjem) te ne mogu pokazivati devijacije.
Fundamentalni argument okolinskih determinista činila je tvrdnja kako aspekti fizičke geografije, posebice klima, utječu na psihološki misaoni skup pojedinaca koji su zauzvrat definirali ponašanje i kulturu nekog društva koje su ti pojedinci formirali. Primjerice, za tropsku klimu tvrdilo se kako uzrokuje lijenost, opuštene stavove i promiskuitet, dok česte izmjene vremena na srednjim širinama vode jače determiniranoj i vođenoj radnoj etici. Budući da navedeni utjecaji okoline djeluju polagano na čovjekovu biologiju, važno je bilo pratiti migracije grupa radi promatranja pod kojim su se uvjetima okoline razvijale ove grupe. Među ključnim proponentima ove ideje bili su Ellen Churchill Semple, Ellsworth Huntington, Thomas Griffith Taylor i vjerojatno Jared Diamond. Iako Diamondovo djelo stvara neke poveznice između okolinskih i klimatskih uvjeta te društvenog razvitka, publicirano je s navedenom namjerom o odbacivanju rasisitičkih i eurocentričnih teorija razvitka.

## Povijest
Korijeni okolinskog determinizma potječu iz antike kada je primjerice grčki geograf Strabon pisao o tome kako klima utječe na psihološku dispoziciju različitih rasa. Neki su u staroj Kini unaprijedili oblik okolinskog determinizma poput onoga pronađenog u Djelima Guana Zhonga (Guanzi 管子), vjerojatno napisanog u 2. stoljeću pr. Kr. U poglavlju "Voda i Zemlja" (Shuidi 水地), mogu se pronaći tvrdnje poput one da "voda [u stanju] Qija sada je snažna, brza i vijugava. Stoga su ljudi pohlepni, primitivni i ratoborni" te da "voda [u stanju] Chua jest nježna, plodna i bistra. Stoga su ljudi blagog srca, rezolutni i sigurni u sebe."
Drugi primjer rane adherencije okolinskom determinizmu bio je srednjovjekovni afričko-arapski pisac al-Jahiz koji je objasnio kako okolina može determinirati fizičke karakteristike stanovnika određene zajednice. Koristio je svoju ranu teoriju evolucije kako bi objasnio porijeklo različitih boja ljudske kože, posebice crnu kožu za koju je vjerovao da je posljedica djelovanja okoline. Naveo je stjenovitu regiju s crnim bazaltom u sjevernom Najdu kao dokaz svoje teorije:
Arapski sociolog i polihistor Ibn Khaldun također se priklanjao okolinskom determinizmu. U svojem djelu Muqaddimah (1377.) objasnio je da crna koža nastaje zbog vruće klime subsaharske Afrike a ne zbog njezina porijekla. Stoga je on opovrgnuo hamitsku teoriju po kojoj su Hamovi sinovi bili prokleti da budu crni kao što govori mit.
Mnogi prijevodi Ibn Khalduna učinjeni su tijekom kolonijalne ere u namjeri da budu prikladni s klonijalnim propagandnim strojem. The Negro land of the Arabs Examined and Explained bilo je napisano 1841. godine te daje izvatke starijih prijevoda koji nisu činili dio kolonijalne propagande.
Kada je osvajanje zapada (pod Arapima) bilo dovršeno, a trgovci započeli prodirati u unutrašnjost, uvidjeli su da nijedna crnačka nacija nije snažna kao što je Ghanah čiji su se dominioni prostirali zapadno sve do Oceana. Kraljev dvor čuvao se u gradu Ghanahu koji je prema autoru Ruđerove knjige (El Idrisi), te autoru Knjige o cestama i kraljevstvima (El Bekri), bio podijeljen u dva dijela, ležeći na obje obale rijeke Nila, te se nalazio među najvećim i najnapučenijim gradovima svijeta. Narod Ghanaha imao je za susjede, na istoku, narod koji se prema povjesničarima nazivao Susu; nakon kojeg je slijedio drugi narod nazvan Mali; a nakon ovoga još jedan poznat po imenom Kaukau; iako neki preferiraju drugačiju ortografiju i pišu ovo ime kao Kagho. Posljednji imenovani narod slijedio je nakon naroda nazvanog Tekrur. Narod Ghanaha propadao je s vremenom, te ga je nadjačao ili apsorbirao Molaththemun (ili zamotani narod; to jest, Morabiti) koji su ih, graničeći s njime na sjeveru prema berberskoj zemlji, napali i zauzeli njihov teritorij te natjerali da prihvate Muhamedovu religiju. Narod Ghanaha kojeg su u kasnijem razdoblju napali Susu, narod crnaca u njihovu susjedstvu, bio je istrebljen ili pomiješan s ostalim crnačkim narodima.
Ibn Khaldun predlaže vezu između opadanja Ghane i uspona Almoravida. Ipak, malo je dokaza da se ondje zbilo almoravidsko osvajanje Ghane
Okolinski determinizam je dobio veliki značaj u kasnom 19. stoljeću i ranom 20. stoljeću kada je prihvaćen kao centralna teorija u geografskoj disciplini (te u manjem opsegu u antropologiji). Profesorica Ellen Churchill Semple s Clarkova sveučilišta zaslužna je za uvođenje teorije u SAD nakon studiranja s antropogeografom Friedrichom Ratzelom u Njemačkoj. Na istaknutost determinizma utjecala je visokoprofilna evolucijska biologija, iako je težio da sliči više danas odbačenom lamarkizmu radije nego darvinizmu.

## Nestanak i baština
Između 1920. i 1940. okolinski determinizam našao se pod uzastopnim napadima jer su se njegove tvrdnje u najboljem slučaju pokazale jako pogrešnima, te često opasno krivima. Geografi su reagirali na to tako što su prvo razvili blažu ideju "okolinskog posibilizma" da bi poslije napustili istraživanje teoretskog i kauzalnog objašnjenja tijekom mnogo dekada. Kasnije kritike tvrdile su da je determinizam služio kao opravdanje rasizmu i imperijalizmu. Iskustvo okolinskog determinizma ostavilo je ožiljak na geografiji, te su mnogi geografi reagirali negativno na bilo koji prijedlog okolinskih utjecaja na ljudsko društvo.
Dok ovo jasno reflektira popularno vjerovanje i percepciju u geografskoj zajednici prema okolinskom determinizmu, debata je u međuvremenu prekrivena nejasnim sivilom. Rostlund je istaknuo u svom eseju u djelu Readings in Cultural Geography kako "ekologizam nije pobijen, nego samo odbačen." Također ističe činjenicu da odbacivanje nije utemeljeno na nepouzdanim otkrićima, već radije na metodološkom procesu koji stoji u kontrastu prema onome u znanosti, nešto što su geografi argumentirano tražili da pripišu sebi. Carl O. Sauer nastavio je ovim putem 1924. godine kada je kritizirao uranjene generalizacije koje su rezultirale iz otklona ekologizma... On je istaknuo da za definiciju geografije kao znanosti o okolinskim utjecajima treba unaprijed pretpostaviti da takvi utjecaji djeluju, te da se znanost ne može temeljiti na prekoncepciji niti biti posvećena njoj."
Varijanta okolinskog determinizma bila je popularna među marksistima, a uključivala je dijalektički materijalistički koncept povijesti. Marxovom osnovnom modelu ideološke i kulturne superstrukture koja je determinirana ekonomskom bazom, pridodali su ideju ekonomske baze determinirane okolinskim uvjetima. Primjerice, ruski geograf Georgij Plehanov tvrdio je da se uzrok toga što se njegova nacija još uvijek nalazi u fedalnom dobu umjesto da je napredovala do kapitalizma i postala zrela za revoluciju u komunizam, nalazio u činjenici da su prostrane nizine Rusije omogućavale klasnim sukobima da se jednostavno rasprše. Ovaj marksistički okolinski determinizam bio je odbačen otprilike u isto vrijeme kao i klasični okolinski determinizam.

## Podskupovi

### Klimatski
Klimatski determinizam je aspekt ekonomske geografije. Ponekad se također naziva ekvatorijalnim paradoksom. Prema ovoj teoriji oko 70% ekonomskog razvitka zemlje može se predvidjeti iz udaljenosti između određene zemlje od ekvatora. Drugim riječima, što je neka zemlja udaljenija od ekvatora, to će ona biti razvijenija. Paradoks vrijedi jednako za područja sjeverno i južno od ekvatora. Australija, primjerice, ima višu razinu ekonomskog razvitka od Indonezije. Paradoks se također primjenjuje unutar pojedinih zemalja – sjeverne američke savezne države razvijenije su od južnih saveznih država.
Singapur je često navođena iznimka ovog pravila: smješten je na 1,22° N i jedna je od najuspješnijih zemalja. Njegova se uspješnost temelji na njegovoj lučkoj poziciji. Ostale iznimke paradoksa obično imaju velike prirodne resurse. Dobar primjer tome je Saudijska Arabija.
Jedna popularna teorija za objašnjenje ovog fenomena tvrdi kako je razvitak manje potreban u tropskim regijama - "možete ležati u mreži za spavanje i brati banane", nasuprot potrebi za izumom poljoprivrede i ekonomije kako bi bili uspješni i preživjeli. Ovo objašnjenje, iako prikladno, ne mora biti suviše složeno da zaista objasni ekvatorijalni paradoks.
Vrijedno je napomenuti da je ekvatorijalni paradoks nastao tijekom moderne ere naovamo s više visoko razvijenih kultura i ekonomija prisutnih u tropskim i suptropskim regijama nego izvan njih. U kontekstu statističke analize, paradoks je vjerojatno više posljedica subjugacije i kolonizacije. Uz potonje razlozi su također zadržani ekonomski i infrastrukturni razvitak osim onog potrebnog za ispunjenje ciljeva kolonijalnih sila.
Klimatski determinizam intenzivno je proučavala Ellsworth Huntington.

### Urbani
Okolinski determinizam prihvaćen je na polju urbanističkog dizajna radi opisivanja efekata koje izgrađena okolina može imati na ponašanje. To je temelj koncepta Prevencije kriminaliteta kroz dizajn okoline (CPTED, engl. Crime Prevention Through Environmental Design) kojim se pokušavaju modificirati devijantna ponašanja kroz prikladan dizajn fizičke okoline. Ovaj koncept je također temelj aktivnog prostora koji pokušava potaknuti aktivnost kroz dizajn prostora.

## Više informacija
- Sociologija okoline
- Kulturna ekologija
- Kulturni materijalizam
- Sociokulturna evolucija
- Ekološka antropologija
- Socijalni determinizam
- Biološki determinizam
- Kulturni determinizam
- Tehnološki determinizam
- Determinizam
- Biološki determinizam (sociologija)